# CallAir A-5
Le CallAir A-5 est un avion de travail agricole américain.

## CallAir A-5
Monoplace de travail agricole, obtenu en 1954 en supprimant la banquette arrière du CallAir A-4 pour installer dans le fuselage un réservoir de produits à pulvériser et un équipement d’épandage sous la partie centrale de voilure. Le Callair A-5 est à l’origine d’une gamme de monoplans agricoles construits successivement par Call Aircraft Company, Intermountain Manufacturing Company, Aero Commander et AAMSA. Quelques appareils furent remotorisés avec un Continental W-670 au standard CallAir A-7 à partir de 1960 et désignés CallAir A-5T. Cet avion reste relativement répandu aux États-Unis, une quarantaine d'exemplaires volant encore aux États-Unis en 2006, souvent réaménagés en triplaces de tourisme.

## CallAir A-6
En 1958 Call Aircraft Company proposa une nouvelle motorisation pour le CallAir A-5, un Lycoming O-360 de 180 ch. La charge utile passait de 385 à 420 kg. Une quinzaine étaient toujours inscrits sur le registre de la FAA en 2006.

## CallAir A-7
Nouvelle motorisation avec un moteur en étoile Continental W-670 de 240 ch. Quelques exemplaires seulement furent construits. 2 exemplaires étaient toujours en état de vol en 2006 aux États-Unis.